# Liste von Kundenzeitschriften
Die Liste von Kundenzeitschriften stellt eine Auswahl von gegenwärtig erscheinenden und ehemals erschienenen Kundenzeitschriften dar.

## Deutschland
| Name                             | Herausgeber                                        | Erscheinungszeitraum | Erscheinungsrhythmus               | Anmerkungen                                                                                     |
| -------------------------------- | -------------------------------------------------- | -------------------- | ---------------------------------- | ----------------------------------------------------------------------------------------------- |
| ADAC Motorwelt                   | ADAC                                               | seit 1925            | vierteljährlich                    |                                                                                                 |
| Apotheken Umschau                | Wort & Bild Verlag                                 | seit 1956            | zweiwöchentlich                    | Kundenmagazin für Apotheken in Deutschland                                                      |
| Bäckerblume                      | B&L Mediengesellschaft mbH & Co. KG                | seit 1954            | wöchentlich                        | Kundenzeitschrift in rd. 3.500 Bäckereien in Deutschland                                        |
| BMW Magazin                      | BMW                                                | 1989 – 2018          | halbjährlich                       | erschien in 23 Sprachen und 33 Landesausgaben                                                   |
| DB mit Pfiff                     | Deutsche Bundesbahn                                | 1957 – 1986          | vier- bis sechsmal jährlich        | Zeitschrift für Jugendliche zwischen 14 und 18 Jahren                                           |
| DB mobil                         | Deutsche Bahn                                      | seit 1995            | monatlich                          |                                                                                                 |
| Fisch + Tipps                    | Antje Blum’s Verlag GmbH                           | N/A                  | fünfmal jährlich                   | unabhängige Kundenzeitschrift für den Fischeinzelhandel                                         |
| Der gelbe Briefkasten            | Bundesministerium für das Post- und Fernmeldewesen | 1954 – 1970          | monatlich, später zweimonatlich    | Zeitschrift der Deutschen Bundespost für Schulkinder zwischen 10 und 14 Jahren                  |
| Knax                             | Deutscher Sparkassenverlag                         | seit 1974            | zweimonatlich                      | Comicheft der Sparkassen für Kinder und Jugendliche                                             |
| Magazin der Deutschen Krebshilfe | Deutsche Krebshilfe                                | seit 1974            | viermal jährlich                   |                                                                                                 |
| Marc & Penny                     | DG Nexolution                                      | 1981 – 2007          | monatlich                          | Kinder- und Jugendmagazin der Genossenschaftsbanken                                             |
| Medizini                         | Wort & Bild Verlag                                 | seit 1974            | monatlich                          | Postermagazin für Kinder, Verteilung durch Apotheken                                            |
| Mike                             | DG Nexolution                                      | 1978 – 2007          | zweimonatlich                      | Comicheft der VR-Banken                                                                         |
| Mit Liebe                        | EDEKA Verlagsgesellschaft                          | seit 2007            | zweimonatlich                      |                                                                                                 |
| punkt 3                          | punkt3 Verlag GmbH                                 | seit 1995            | zweimal monatlich                  | Kundenzeitung der S-Bahn Berlin, der DB Regio Nordost sowie des Tourismus-Marketing Brandenburg |
| Die Schöne Welt                  | Deutsche Bundesbahn                                | 1957 – 1990          | achtmal jährlich, später monatlich |                                                                                                 |
| Schrot&Korn                      | bio Verlag GmbH                                    | seit 1985            | monatlich                          | erhältlich in Bio-Läden und -Supermärkten                                                       |
| Senioren Ratgeber                | Wort & Bild Verlag                                 | seit 1978            | monatlich                          | Abgabe in Apotheken                                                                             |
| VR-Primax                        | DG Nexolution                                      | seit 2007            | monatlich                          | Comicheft für die Genossenschaftsbanken                                                         |

## Schweiz
| Name                                    | Herausgeber                      | Erscheinungszeitraum | Erscheinungsrhythmus | Anmerkungen                          |
| --------------------------------------- | -------------------------------- | -------------------- | -------------------- | ------------------------------------ |
| Coopzeitung                             | Coop                             | seit 1902            | wöchentlich          | auflagenstärkste Zeitung der Schweiz |
| Drogistenstern; La Tribune du Droguiste | Schweizerischer Drogistenverband | seit 1981            | sechsmal jährlich    |                                      |
| Migros-Magazin                          | Migros-Genossenschafts-Bund      | seit 1942            | wöchentlich          |                                      |
| touring                                 | Touring Club Schweiz             | N/A                  | zehnmal jährlich     | Mitgliederzeitung des TCS            |